# بالم لب ای‌اواس
بالم لب ای‌اواس (انگلیسی: EOS lip balm) (بیشتر با نام ای‌اواس شناخته می‌شود) یک شرکت لوازم مراقب‌های پوستی و لوازم بهداشتی است که در نیویورک تاسیس شده‌است.